# 斯庫諾索韋
51°18′11″N 33°52′24″E / 51.30306°N 33.87333°E
斯庫諾索韋（烏克蘭語：Скуносове）是位於烏克蘭東北部的村莊，由蘇梅州科諾托普區的普蒂夫利市鎮負責管轄。該村處於謝伊姆河左岸，分別距離迪奇3.5公里和科羅利基1公里，海拔高度130米，2001年人口439。